# Парламентские выборы в Нидерландах (2002)
Парламентские выборы в Нидерландах состоялись 15 мая 2002 года и принесли победу партии Христианско-демократический призыв.
Значительного успеха на выборах добилась новая партия Список Пима Фортейна, которая в ходе выборов остро критиковала правительство Вима Кока, в частности за иммиграционную политику и действия правительства в области здравоохранения. В ходе выборов партия обещала добиваться выселение всех нелегальных иммигрантов из страны, жесткий контроль за мусульманскими иммигрантами. Сам лидер партии был убит 6 мая за 9 дней до выборов. Впервые попала в парламент также правая партия «Пригодны для жизни Нидерланды».
Партия труда, которая возглавляла правительственную коалицию, потерпела на выборах поражение, потеряв почти половину мест.

## Результаты голосования
|                             |                                         |            |        |               |              |  |  |
| Партия                      | Партия                                  | Голосов    | %      | Мест получено | +/–          |  |  |
|                             | Христианско-демократический призыв      | 2 653 723  | 27,93  | 43            | ▲ 14         |  |  |
|                             | Список Пима Фортёйна                    | 1 614 801  | 17,00  | 26            | новая партия |  |  |
|                             | Народная партия за свободу и демократию | 1 466 722  | 15,44  | 24            | ▼ 14         |  |  |
|                             | Партия труда                            | 1 436 023  | 15,11  | 23            | ▼ 22         |  |  |
|                             | Зелёные левые                           | 660 692    | 6,95   | 10            | ▼ 1          |  |  |
|                             | Социалистическая партия                 | 560 447    | 5,90   | 9             | ▲ 4          |  |  |
|                             | Демократы 66                            | 484 317    | 5,10   | 7             | ▼ 7          |  |  |
|                             | Христианский Союз                       | 240 953    | 2,54   | 4             | ▼ 1          |  |  |
|                             | Реформатская партия                     | 163 562    | 1,72   | 2             | ▼ 1          |  |  |
|                             | Пригодные для жизни Нидерланды          | 153 055    | 1,61   | 2             | новая партия |  |  |
|                             | Прочие партии                           | 66 857     | 0,71   | 0             | новые партии |  |  |
| Всего                       | Всего                                   | 9 501 152  | 100,00 | 150           |              |  |  |
|                             |                                         |            |        |               |              |  |  |
| Действительных бюллетеней   | Действительных бюллетеней               | 9 501 152  | 99,85  |               |              |  |  |
| Недействительных бюллетеней | Недействительных бюллетеней             | 14 074     | 0,15   |               |              |  |  |
| Всего бюллетеней            | Всего бюллетеней                        | 9 515 226  | 100,00 |               |              |  |  |
| Явка избирателей            | Явка избирателей                        | 12 035 935 | 79,06  |               |              |  |  |
| Источник:Kiesraad           |                                         |            |        |               |              |  |  |

После выборов была создана коалиция в составе партий Христианско-демократический призыв, Список Пима Фортейна и Народной партии за свободу и демократию, которая сформировала первый кабинет Балкененде. Правительство просуществовало всего несколько месяцев с 22 июля 2002 года по 16 октября 2002 года. Христианско-демократический призыв в очередной раз стала участником правительственной коалиции после восьми лет пребывания в оппозиции (1994—2002). Это правительство, однако, работал наименьший срок из всех нидерландских кабинетов после Второй мировой войны.